# Igreja de Baraleti

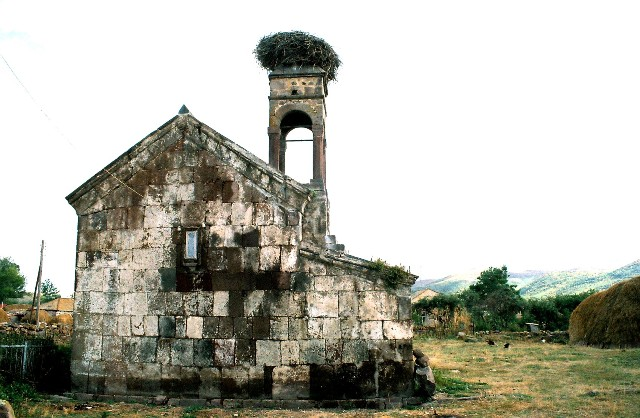
Igreja de Teótoco de Baraleti

A Igreja de Teótoco de Baraleti (em georgiano:  ბარალეთის ღვთისმშობლის სახელობის ეკლესია) é uma igreja cristã medieval localizada na aldeia de Baraleti, município de Akhalkalaki, na região de Mesquécia-Javaquécia, na Geórgia. Está localizada no coração da aldeia etnicamente armeno-georgiana, na província histórica de Javaquécia. É uma basílica com duas naves. A igreja está inscrita na lista da Geórgia de monumentos culturais de importância nacional.

## História
Foi construída por volta de 1213, como sugerido por uma inscrição em pedra na fachada oriental, feita no alfabeto medieval georgiano asomtavruli, que data da construção até "o momento em que Lasha se sentou [no trono] como rei" , referindo-se a George IV Lasha, rei da Geórgia. No entanto, o texto pode realmente se referir à reconstrução, já que um plano da igreja é representativo de um período anterior, particularmente do século XI.

## Arquitetura
É uma basílica de duas naves construída com blocos de pedra esculpida. O telhado é coberto com telhas de pedra. Cada fachada é perfurada por uma única janela. As paredes contêm beirais estilo prateleira. A nave central, norte, termina em uma abside semicircular, cercada por pilastras e arcos. A nave sul é mais baixa e mais estreita, com uma abside semicircular menor. Uma torre de sino foi sobreposta na borda ocidental da igreja no século XIX. O exterior é pobre em decoração, apenas com um relevo agora danificado na parede sul da nave central, que representa Daniel na cova dos leões e o texto do século XIII inscrito na fachada oriental.

## Cemitério
Há um grande número de lápides espalhadas pelos terrenos da igreja. Um epitáfio em uma das lápides homenageia o padre georgiano Petre Khmaladze (1775-1856) e menciona sua contribuição para a defesa do cristianismo na área, que estivera sob o domínio otomano, antes de passar para o controle do Império Russo em 1829. Khmaladze foi canonizado pela Igreja Ortodoxa da Geórgia em 2015.